# N95口罩

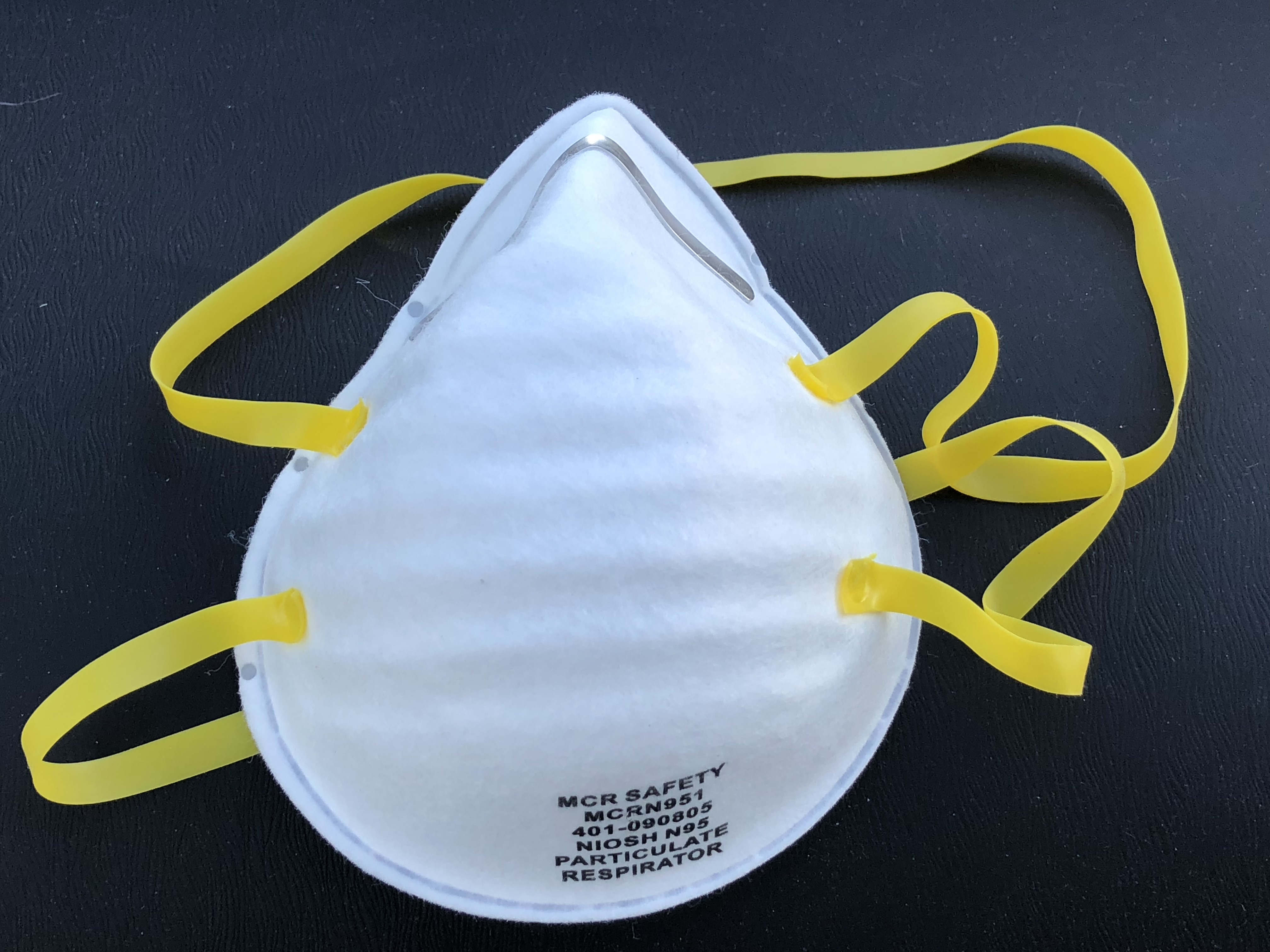
2019冠状病毒病疫情期间的一只N95口罩

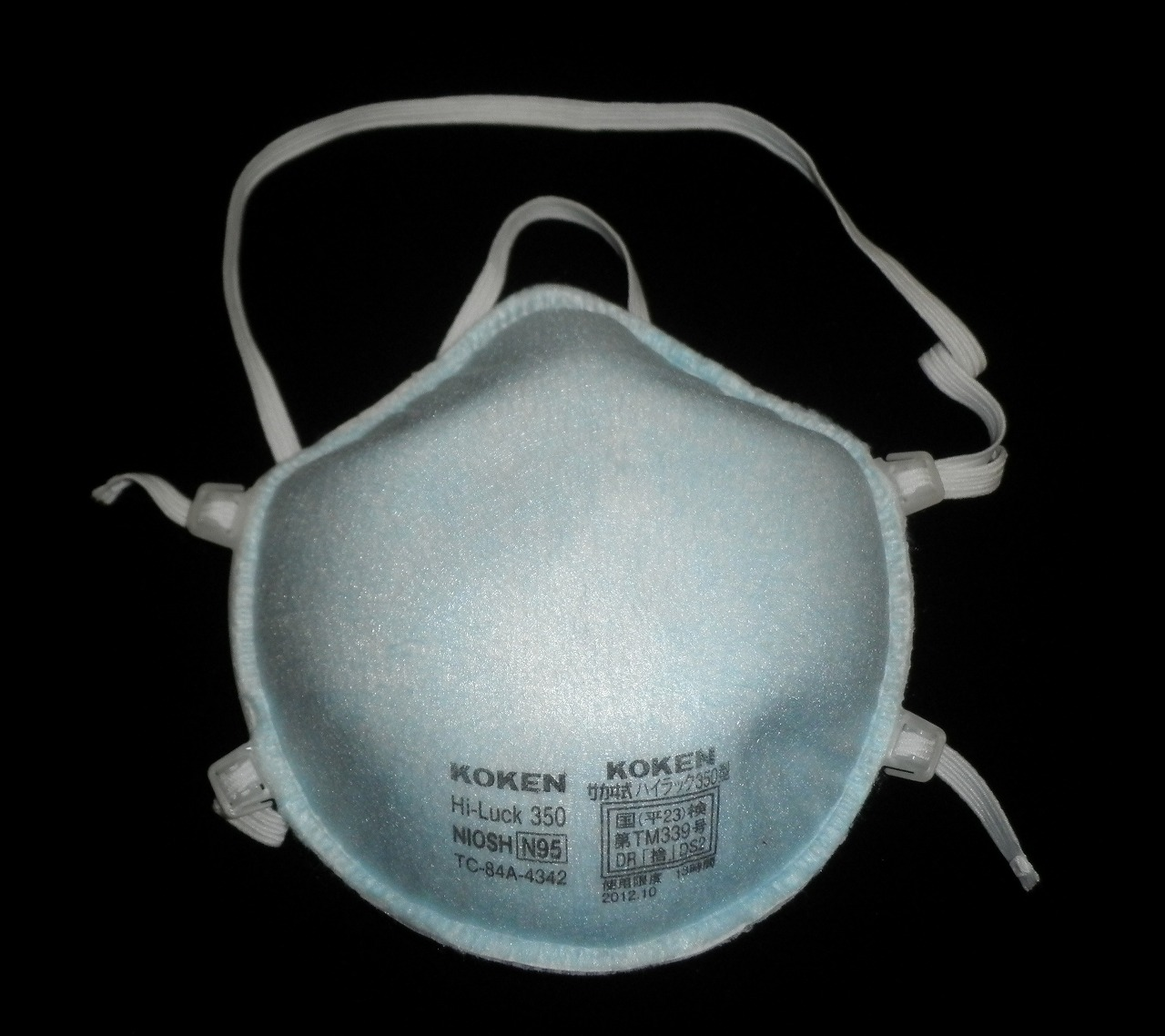
N95口罩

N95口罩是指符合美国国家职业安全卫生研究所规定的NIOSH空气过滤等级标准“N95”级别、可阻挡95%直径0.3微米以上的非油性颗粒的口罩（“N”即的简称），其最大特点是可以预防由患者体液或血液飞溅引起的飞沫传播。它是最常见的自吸过滤式呼吸器。N95口罩的核心技术是由台灣蔡秉燚和刘朝宇于20世纪90年代研发的，两人分别是美国田纳西大学的教授和博士生。在2003年严重急性呼吸道综合征疫情、2013年中國大陸空氣污染事件和2019冠状病毒病疫情中，N95口罩在中国大陆和香港等多地銷量大增。此外，世界各地也有各种标准接近或等同于N95的口罩。

## 标准
根据NIOSH空气过滤等级标准，“N”、“R”、“P”字母表示对油性颗粒的抵挡能力，“N”即不适用于油性颗粒，“R”有一定抵挡能力，“P”则是为对油性颗粒有强抵挡能力。其后的数字为有能力过滤微粒的百分比，95即可阻挡95%的微粒。因此，N95口罩就是能够阻挡95%直径0.3微米及以上的非油性微粒（包括PM2.5）的口罩。

## 用途与工作机制

### 用途
N95口罩最初是为了用于采矿、建筑和油漆等工業行業，可以在工程中有效过滤纳米离子:12–14。但后来为了防止耐药性结核病的传播，开始被用于医疗行业。N95口罩最大特点是可以预防由患者体液或血液飞溅引起的飞沫传播（飞沫核直径≈1微米）。美国职业安全与健康管理局（OSHA）则规定，暴露在结核菌下的医务人员，须佩戴符合N95标准及以上的口罩。N95口罩是美国疾病控制与预防中心（CDC）在大多数空气污染情况下建议佩戴的口罩。虽然如此，但美国匹兹堡疾控中心于2019年9月发表的一项研究认为，对于门诊医护人员佩戴口罩时的流感发病率，N95口罩表现并未比医用口罩优秀。

### 防护原理
N95口罩之所以可以过滤病毒、细菌、粉尘等，是因为口罩中间层为静电熔喷布。熔喷布在生产过程将合成高分子纤维变细，其中产生能捕捉粉尘、颗粒物等的小孔。这些小孔能捕捉病毒、细菌、粉尘等，并通过静电把它们吸附在布料上。它主要利用了“静电吸附”的原理，首先要在常温常压下电离空气，主要是通过特定方式使空气中的气体或原子的外层电子逸出，产生正、负离子。之后再把电离后的等离子体储存在织物上。这项技术最初被3M公司应用在空调过滤系统上，提高了过滤效率。此外，一些工业用或生活用的N95口罩有排气阀，以使得呼吸更加轻松，提高佩戴时的舒适性。但这类口罩不适合控制传染病的传染源，可给无症状感染者佩戴。

### 安全性和循环使用
在工业环境中，如果不需要考虑传染病，N95口罩如果没有损坏、污损或难以呼吸，以及没有规定佩戴时间，可以重复佩戴使用。但在生物安全等级2级以上的实验室中，N95口罩使用一次后就应作为危险废物而丢弃。
2019冠状病毒病疫情中，N95口罩短缺，美国疾病控制和预防中心介绍了在医疗机构优化使用N95口罩的策略。N95口罩的使用寿命可以超过制造商规定的保质期，但背带和鼻梁材料等部件的质量可能会降低，从而影响口罩的佩戴和密封质量，因此使用前进行预先的密封检查尤为重要。但NIOSH也表示，没有进行过测试的N95口罩，可以在紧急情况下使用，因为这总比不戴口罩或戴普通外科口罩要好。在此情况下，使用者应对着镜子或请他人帮忙检查密闭性，并尝试多个种类、大小的口罩，以求最佳的密封效果。
N95口罩与空气接触后，只要它们没有在产生气溶胶的过程中使用，也没有受到病人体液的污染，就可以在有限的次数内重复使用，但是同时也增加了表面被病原体污染的风险。目前，OSHA对N95口罩的消毒没有任何标准，但NIOSH指出，口罩制造商可能会给出最大重复使用次数的建议，但在没有这些建议的情况下，每个口罩的最大重复使用次数建议限制在五次以内，以确保安全。CDC则建议在一般情况下不做重复使用，但是在紧急情况下，例如口罩稀缺时，可以清洗净化后再次使用。人们一直在努力探索口罩的清洗方法，但亦有人担心这可能会降低口罩的过滤性能或使口罩变形。杜克大学的研究人员发表了一种清洗N95口罩而不损坏它们的方法，即使用汽化的过氧化氢，允许有限次数的重复使用。美國國家衛生院则找到3种可使N95口罩在有限次数内重复利用的消毒方法：过氧化氢、70摄氏度干热和紫外线处理。而如果用酒精消毒N95口罩，会清除口罩中的电荷，使得口罩无法吸附颗粒物，故不能使用酒精消毒。蒸汽消毒和在沸水上方进行沸水处理，对电荷损失不大，可以接受。
除了卫生方面的安全性，因为N95口罩会使呼吸更加困难，所以在使用前需要进行医学评估。《北京日报》客户端记者使用电子温度计进行对比测试，发现佩戴N95口罩时，人体皮肤表面升温幅度是佩戴医用口罩时的近两倍。因此，有心脏病、肺部疾病、心理疾病（如幽闭恐惧症）的人禁止使用N95口罩。在美国，N95口罩在进行初步适应性试验和投入使用之前，需要进行一次医疗评估，检查佩戴时是否有任何不良迹象或症状。对于那些因医学原因无法使用此类口罩的人，或者由于面部毛发等原因无法通过佩戴健康测试的人，可以选择电动过滤式呼吸器。

### 外科N95口罩

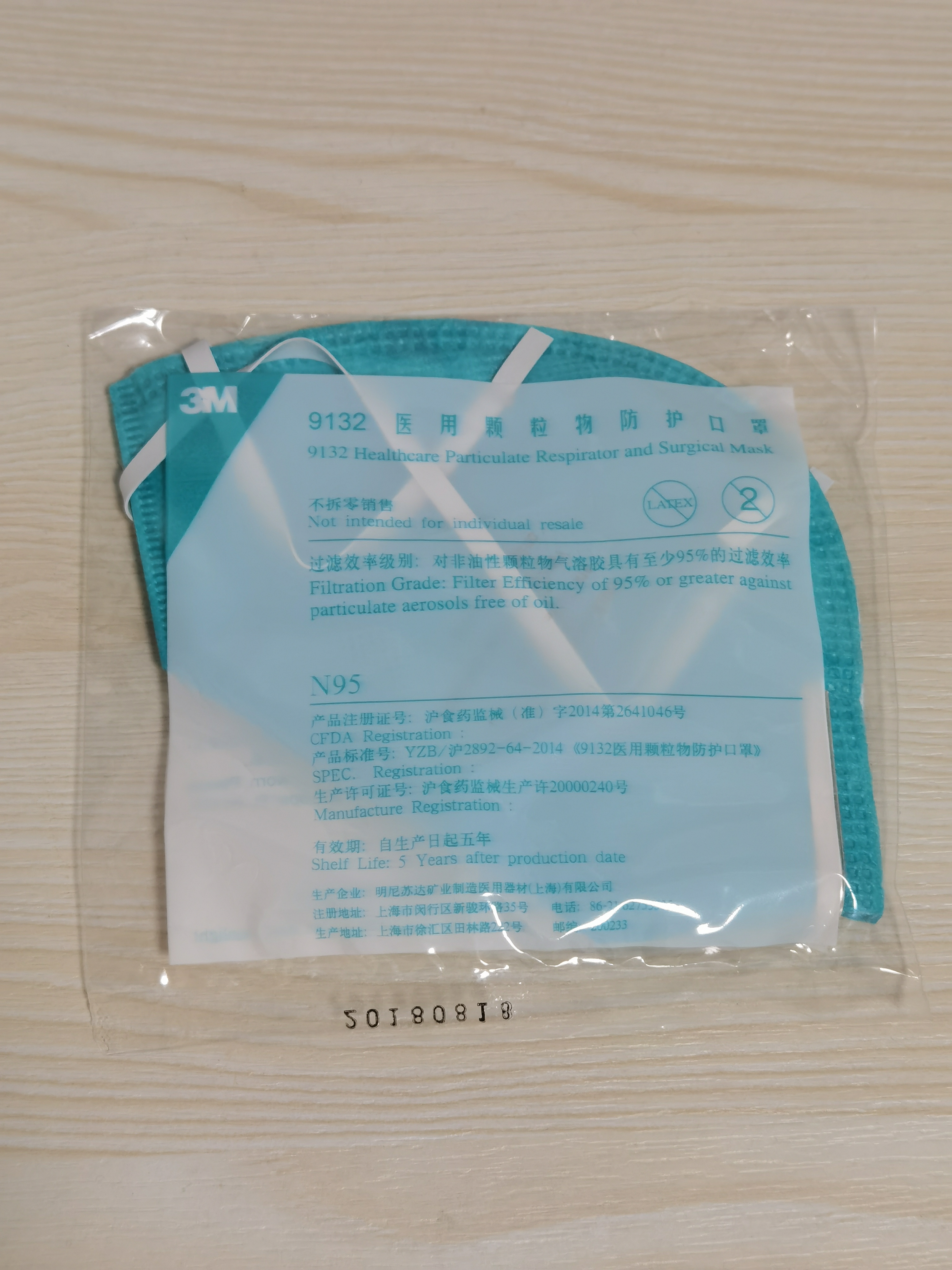
医用颗粒物防护口罩

CDC建议使用具有至少N95认证的防护口罩，以防止佩戴者吸入传染性微粒，包括结核杆菌，禽流感，严重急性呼吸道综合症（SARS），流感和埃博拉病毒。一些N95呼吸防护口罩也被NIOSH和美国食品药品管理局（FDA）认定为“外科用”，并贴上“手术用N95”、“医用呼吸防护口罩”或“保健呼吸防护口罩”的标签，为佩戴者提供呼吸保护。

## 历史

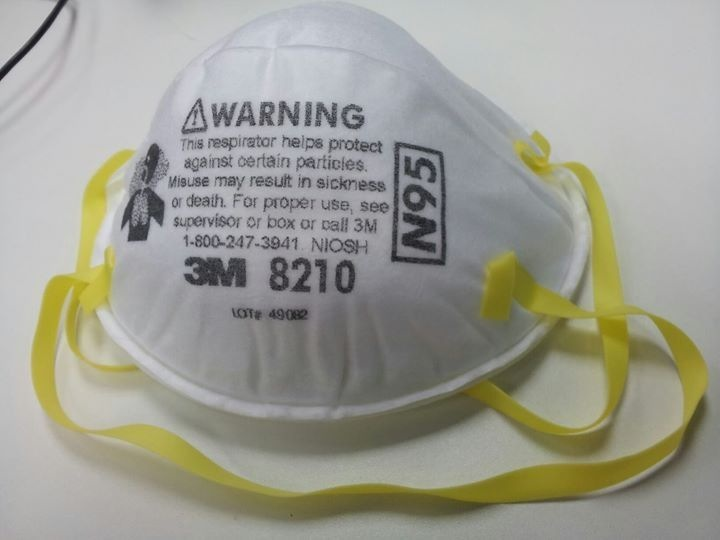
3M品牌的N95口罩

### 前身
1910年，一场肺鼠疫在以哈尔滨为中心的中国和俄罗斯传播开来，并在4个月致6万多人死亡，蔓延到5省6市。天津陆军军医学堂副监督、剑桥大学医学博士伍连德被隆裕太后任命为“东三省防疫全权总医官”，负责调查处理此次疫情。他在发现这场瘟疫主要通过飞沫传播后，发明了一种简易口罩：将外科纱布剪成3尺长，再折成两层，两端剪成两条，用以佩戴；中间放置一块棉花，用以遮掩口鼻。它具有简单方便、造价便宜的特点，是当时中国人民抗击疫情的“法宝”。这是历史上第一个保护使用者免受细菌感染的口罩。这种口罩成为了1918年流感大流行中使用口罩的灵感来源，在这场流感中，原本只供医务工作者的口罩被大众所广泛使用。第一次世界大战期间，有一种防毒面具被改装后供矿工使用，可以重复使用，但是比较笨重，佩戴时也不舒服。它们是N95口罩的前身。

### 诞生
20世纪50年代，一位名为的时尚杂志编辑被3M公司指定设计一个模塑胸罩。然而在50年代末，她连续失去了三位亲人，在这种悲痛中，3M公司在1961年推出了“泡沫”（Bubble）外科口罩，灵感便是来源于这种胸罩。1970年，美国颁布《职业安全卫生条例》，同时成立了国家职业安全卫生研究所（NIOSH）和职业安全卫生管理局（OSHA）。之后，美国矿业局和NIOSH制定了一次性使用呼吸器的标准。1972年，3M公司开发了第一款N95口罩。
1992年，OSHA宣布将于1995年推出一种新的口罩标准，定义了一种对亚微米颗粒的过滤效率不小于95％的新规格，并要求工人们必须在尘土飞扬的工作环境中佩戴该口罩。美国的口罩企业得知了这一消息，但不知道如何才能做到这样的过滤效果。一些企业联系了对过滤技术颇有研究的蔡秉燚团队，现今N95口罩的核心技术（静电吸附颗粒）就是由蔡秉燚和刘朝宇两人研发的。蔡秉燚是台湾裔美国田納西大學教授，在该大学纺织系任教。刘朝宇则是四川成都人，他从电子科技大学原物理电子学院硕士毕业后，前往田纳西大学就读，攻读工学博士学位。刘朝宇后来担任田纳西大学等离子体研究中心研究员，现在为美国弗吉尼亚州纽波特纽斯市美中友好协会主席。蔡秉燚研究无纺布30余年，主攻静电充电和熔喷工艺，并从其他导师处得知了对等离子体方面有所研究的刘朝宇。两人一拍即合，一同攻克了“在常温常压下电离空气”和“将电离后的等离子体储存在织物上”的难题。而将其迁移到口罩上进行产业化应用，则主要由蔡秉燚完成。他于1995年获得无纺布电晕充电技术的专利，这是N95口罩的核心技术。2003年非典事件中，蔡秉燚还担任了江浙一带多家口罩生产企业的技术指导。2018年，蔡秉燚等人利用摩擦生电原理發明了新的加静电方式，并通过改进使得电荷处在疏水材料之中，可以用水浸泡。为应对2019冠状病毒病疫情大流行，2020年他再次复出，与N95DECON共同研究N95口罩的净化方法。该疫情期间，人们称他为“N95口罩的发明者”、“N95口罩之父”，但蔡秉燚在接受一次采访中澄清说自己“没有发明N95口罩，而是发明了N95口罩过滤层加静电的技术”。

### 普及和发展
N95口罩最初是为了用于採礦、建筑和油漆等工業行業。1990年代，耐药性结核病兴起，为了阻止空气传播，N95标准和N95口罩被大量普及推广。后来，医疗防护成为行业共识，世界卫生组织推荐使用N95口罩来防止空气传播疾病。由于诉讼费用和外国竞争，许多美国公司在2000年代停止生产N95口罩。

## 在大型事件中

### SARS事件
在严重急性呼吸道综合征疫情中，世界卫生组织建议医护人员在诊疗时使用N95口罩。台湾CDC建议医护人员使用N95或以上级别的口罩防止感染病毒。中国卫生部在印发的《卫生部关于印发传染性非典型肺炎（SARS）预防控制有关技术方案的通知》中，要求进行消毒的工作人员佩戴N95口罩。CCTV在预防“非典”特别节目中也曾建议使用N95口罩。新加坡卫生部门规定在医院的高风险区内，医护人员必须戴上N95口罩等防护措施。但2019冠状病毒病疫情期间，广东广州一位曾抗击非典疫情的护士回忆起03年時说，当时护士只能戴两层棉布口罩，並没有N95口罩。
台湾民眾搶購N95口罩導致了部分地區口罩、漲價、缺貨。世界卫生组织曾推荐的一种N95口罩，以高两倍的价格在日本销售，在互联网上价格则被炒到原来的10倍。一场网络竞拍活动中，N95口罩曾以每个1550日元的成交价售出。尽管如此，N95口罩也时常断货。哥伦比亚大学中国学生会通过中国驻纽约总领事馆向中国大陆捐赠了5000个N95口罩。加拿大安大略省在非典暴发后囤积了5500万个N95口罩，它们于2019冠状病毒病疫情期间被发现，但是已经全部过期。

### 2013年中國大陸空氣污染事件
在2013年的中國大陸空氣污染事件中，中國大陸多地的N95口罩销售火爆。专家表示，在重污染天气时，佩戴N95或N99口罩是较有效的，但使用两天需要即时更换。钟南山曾指出由于N95口罩密闭性很好，容易导致人体缺氧。因此对于大多数人，尤其是老年人和有呼吸系统、心血管系统疾病的人，不宜长时间佩戴。而且，尽管目前有针对医用口罩和工业口罩的具体标准，但是还没有专门针对防雾霾口罩的统一标准。

### 2019－2020年澳洲山火
在2019年－2020年澳大利亚丛林大火中，人道救援组织Direct Relief自2020年1月6日至1月21日，向澳大利亚运送了43万个N95口罩，并已经准备多送100万个口罩。他们采购了150万个口罩，以满足澳大利亚方面的需求，并为2020年美国西部的野火季节做准备。

### 2019冠状病毒病疫情
主条目：2019冠状病毒病疫情中的口罩
鉴于疫情期间口罩的全球供应不足，世界卫生组织建议通过远程医疗减少个人防护设备的需求。并通过透明窗口等物理屏障，只允许直接护理肺炎患者的人员进入病房，以减少N95口罩等个人防护设备的使用。

#### 两岸四地
在2019冠状病毒病疫情爆发初期，N95口罩在中国大陆多地销售一空，如江苏省苏州市和海南省海口市。在此情况下，一些商家和网店出现了哄抬N95口罩价格和恶意囤货的情况。在电商平台上，N95口罩（25只装）的价格从119元（人民币，下同）一路涨到209元，甚至出现了20只N95口罩998元的价格。对此，上海市等地的市场监管部门表示会对此类行为予以严惩。湖北省是这次疫情的最初暴发地，2020年1月21日，该省两家N95口罩生产企业——稳健医疗、奥美医疗表示，会持续保持N95口罩货量且不涨价。该省三家国家药品储备企业则承诺春节不休假、不停产、保供应、不涨价，其中九州通集团表示将“拒绝超量订购N95口罩的订单”。N95口罩受热捧，也滋生了一些诈骗行为，如江苏省海门市有人将1万多只普通口罩当N95售出，最终被警方抓获。此外，N95口罩还在香港、台湾等地被疯抢。在香港，药房、连锁店的口罩被抢购一空，N95口罩更是出现了缺货。在台湾，N95口罩被扫光，其价格在两天时间内从26元一只（新台币，下同）涨到了150元一只。《人民日报》新媒体于2月发文呼吁人们，把医用N95口罩让给一线医护人员。
网络上的医生、媒体和自媒体大多建议公众佩戴普通医疗口罩或N95口罩出门。但因N95空气通过率较低，且普通医疗口罩已经足以阻挡病菌，也有专家建议佩戴普通医疗口罩而不佩戴N95口罩。中华人民共和国国家卫健委高级别专家组组长钟南山也表示，如果不舒服一定要戴上口罩，但并非一定要N95口罩。北京大学基础医学院免疫学教授王月丹则说，一次戴N95口罩的时间不能超过4个小时。台湾卫生福利部疾病管制署副署长庄人祥指出，疑似病例或确诊个案者千万不能佩戴N95口罩，N95口罩适合医务人员，和普通医疗口罩相比保护防护机制不同，认为患者若戴N95口罩，反而会让病毒扩散出去。
随着中国大陆的确诊病例不断减少，中国大陆各地陆续复课，但一些学生在体育活动时戴着N95口罩，引发了热议和悲剧。2020年4月30日下午，湖南省长沙市湘郡未来实验学校一名学生在上体育课中，戴N95口罩参加初三体育考试1000米跑步测试，因呼吸不畅而猝死。还有多起类似的因戴口罩参加体育运动而死亡的案例发生。东华大学纺织学院教授靳向煜表示，家长不应盲目热衷于选择N95口罩及医用外科口罩。四川大学华西医院感染管理部专家宗志勇、王妍潼建议，不要给7岁以下的儿童戴N95口罩，就算是有空气阀的也不行，因为有窒息的风险。但也有专家提出质疑，陕西中医药大学教授曹兰秀称，戴着口罩跑步和猝死之间并没有必然的联系，认为学生如果呼吸困难是有自我意识的，不可能猝死。中华人民共和国教育部于5月12日召开新闻发布会，规定学生不得佩戴N95口罩进行体育运动，辽宁省大连市、广东省等地也出台类似规定。
除上述规定外，疫情发生以来，多地出台了其他有关口罩和N95口罩的规定。浙江省于2020年2月发布《浙江省新型冠状病毒感染的肺炎疫情防控工作领导小组办公室关于加强口罩统筹管理的指导意见》，规定除特殊岗位的防护需要外，禁止公职人员佩戴N95口罩。3月11日，中国产业用纺织品行业协会牵头起草制定的《民用卫生口罩》团体标准正式发布。

#### 美国
美国职业安全与健康管理局要求医护人员在与疑似或确诊感染肺炎的病人互动时，必须佩戴N95口罩等呼吸防护装置。N95口罩供不应求，中国大陆一度停止出口口罩导致美国口罩短缺。美国修改了法律，允许医疗机构使用工业用呼吸器。美国食品和药物管理局（FDA）曾放宽规定，允许使用未经NIOSH批准，但在其他国家所使用的口罩，医务人员在去污后可以重复使用N95口罩。但6月7日FDA更改规定，称某些在中国大陆生产的口罩可能在设计和性能上有所不同，故禁止重复使用3M在中国大陆制造的一些型号的口罩。
2020年3月，美国总统唐纳德·特朗普对美国3M公司实施了《国防生产法》，允许聯邦緊急事務管理署从3M公司获得所需的N95口罩，并禁止3M公司出口N95口罩到加拿大和拉美地区。3M回应称已经提高产量并从中国大陆进口，但拒绝了联邦政府的要求，认为此举可能会产生严重人道主义影响。2020年4月初，德国柏林州声称，从3M中国大陆工厂订购的20万个N95口罩，在曼谷被拦截并转运到美国，但美国政府否认有任何没收行动。佛罗里达州应急管理部门负责人贾里德·莫斯科维茨则指控3M公司，为赚取利润向外国而非美国出售N95口罩。他表示，3M公司同意向该州出售口罩，但是并未收到。该公司的美国经销商表示，3M优先考虑来自国外的更高价格的订单。《福布斯》杂志报道称，仅3月30日一天，外国买家就从美国购买了2.8亿口罩，并要求这些口罩必须在一天之内离开美国，这也导致美国口罩严重短缺。因此，美国佛罗里达州宣布将开始使用医用口罩消毒系统，该系统从美国联邦政府获得，可使用过氧化氢对使用过的N95口罩进行消毒去污，以便于再次利用，每天最多可给80000个N95口罩进行消毒。美国国防部则投入4.15亿美元购买60套这样的系统，每天可消毒480万个N95口罩。
美联社于5月13日报道称，美国州和地方政府以及医疗机构花费数亿美元，从中国大陆订购N95型口罩，其价格上涨10倍到每只6美元，但其中存在大量假冒产品。FDA则撤销了约60家中国大陆制造商的美国销售N95口罩许可，数量降至14家，理由是他们生产的口罩无法有效防护病毒。
2022年1月，拜登政府宣布向美国民众派发4亿只N95口罩，以应付高传染性的奥密克戎毒株。

#### 其他国家
在加拿大，随着越来越多的国家限制N95口罩的出口，不列颠哥伦比亚省的Novo Textiles公司将成为加拿大最大的口罩生产商，魁北克省的AMD Medicom公司将成为加拿大第二家N95口罩制造商。在英国，一个仓库中有8万只N95口罩于2020年5月被盗，它们总价值达16.6万英镑，原计划被提供给英国国民保健署和一线人员。在阿联酋阿布扎比，一家医院使用紫外线净化N95口罩，以重复使用。

## 与外科口罩相比
外科口罩是讓醫療專業人員在手術及护理病患時穿戴的口罩，用意是避免細菌自穿戴者的口鼻散發在空氣中。它們并非設計來保护使用人吸入空中的細菌或病毒，無法讓穿戴者完全免於空浮菌或是病毒的进入，其保護效果也比有特別材質、外形或是密閉效果的N95口罩要弱。

## 其它同类口罩

### 欧盟：FFP2/3口罩
根据欧盟标准（EN 149:2001），FFP2口罩（中等过滤效率口罩，过滤94%颗粒）在非油性颗粒过滤上近似与N95口罩相当，更高标准的FFP3（高效过滤口罩）可过滤99%颗粒，有更高的防护等级。欧盟与NIOSH的标准不同，需要同时过滤油性（石蜡油雾）与非油性（氯化钠）颗粒，欧盟标准实际涵盖更广。
此外，FFP2/3口罩的标注中常加入后缀，如“R”为可重复使用，“NR”为不可重复使用，“D”为通过白云石阻塞测试（即口罩吸积粉尘后呼吸阻力增加速度较缓慢）。

### 澳洲：P2口罩
在澳大利亚，与N95相似的口罩被称为P2口罩。2019冠状病毒病疫情中，P2口罩也被广泛使用，在泰国等国也有销售。陕西省西安市青少年国际交流中心理事长苏鹏就在泰国定制了4500个不带阀门的P2口罩，寄回中国大陆。在澳大利亚，P2口罩遭到哄抢和囤购，澳大利亚药房协会呼吁政府下达限购令。

### 日本：DS2口罩及RS2口罩
厚生勞動省《防塵口罩規格》（昭和63年3月30日勞動省告示第19號）規定，測試時可過濾95%以上氯化鈉微粒的一次性口罩為DS2口罩，可重複使用口罩為RS2口罩；二者防塵效果與N95口罩相若。

### 中國大陸：KN95口罩
KN95口罩为中華人民共和国国家标准GB 2626中定义的口罩标准，KN表示对非油性颗粒物的防护，95则代表以氯化钠颗粒检测时过滤效率大于等于95.0%。

### 韩国：KF94口罩
KF是的首字母缩写。按照韓國食品醫藥品安全處的标准，对于平均直径0.4μm的颗粒物过滤率大于94%的口罩被称为KF94口罩。其对于油性和非油性颗粒物的过滤程度在同一级别，但没有在细菌过滤率方面制定标准，较KN95和N95略逊色。2019冠状病毒病疫情期间，在韩国，KF94口罩线上售价超过4000韩元，较疫情前增长6至8倍。

## 相关专利
- US patent 3333585,Robert J Barghini, Walter M Westberg, Patrick H Carey Jr,「Cold weather face mask」,发表于1967-08-01,发行于1967-08-01,指定于3M Co （页面存档备份，存于）
- US patent 3971373A,David L. Braun,「Particle-loaded microfiber sheet product and respirators made therefrom」,发表于1976-07-27,发行于1976-07-27,指定于3M Co （页面存档备份，存于）
- US patent 4215682A,Donald A. Kubik & Charles I. Davis,「Melt-blown fibrous electrets」,发表于1980-08-05,发行于1980-08-05,指定于3M Co （页面存档备份，存于）
- US patent 4536440A,Harvey J. Berg,「Molded fibrous filtration products」,发表于1985-08-20,发行于1985-08-20,指定于3M Co （页面存档备份，存于）
- US patent 4807619,James F. Dyrud, Harvey J. Berg, Alice C. Murray,「Resilient shape-retaining fibrous filtration face mask」,发表于1989-02-28,发行于1989-02-28,指定于3M Co （页面存档备份，存于）
- US patent 4850347,Martin R. Skov,「Face mask」,发表于1989-07-25,发行于1989-07-25,指定于Moldex Metric Inc （页面存档备份，存于）
- US patent 4856509,Jerome H. Lemelson,「Face mask and method」,发表于1989-08-15,发行于1989-08-15 （页面存档备份，存于）
- US patent 5307796A,Joseph P. Kronzer, Roger J. Stumo, James F. Dyrud, Harvey J. Berg,「Methods of forming fibrous filtration face masks」,发表于1994-05-03,发行于1994-05-03,指定于3M Co （页面存档备份，存于）